# Trentepohlia septemtrionalis
Trentepohlia septemtrionalis är en tvåvingeart som beskrevs av Alexander 1921. Trentepohlia septemtrionalis ingår i släktet Trentepohlia och familjen småharkrankar. Inga underarter finns listade i Catalogue of Life.